# حبيل الضبرة (القبيطة)

تعديل مصدري - تعديل

حبيل الضبرة هي إحدى قرى عزلة كرش بمديرية القبيطة التابعة لمحافظة لحج، بلغ تعداد سكانها 40 نسمة حسب تعداد اليمن لعام 2004.